# سام بيركينز
سام بيركينز (بالإنجليزية: Sam Perkins)‏ مواليد 14 يونيو 1961 في بروكلين، هو لاعب كرة سلة أمريكي سابق بدأ مسيرته الاحترافية في سنة 1984. يبلغ طوله 6 قدم 9 بوصة (2.1 م). مثّل منتخب بلاده. شارك في مسابقة كرة السلة في الألعاب الأولمبية الصيفية. اعتزل اللعب في 2001.

## فرق لعب لها
- دالاس مافيريكس
- لوس أنجلوس ليكرز
- إنديانا بايسرز

## الميداليات
| الميدالية | المسابقة                       |
| --------- | ------------------------------ |
| ذهبية     | الألعاب الأولمبية الصيفية 1984 |

## روابط خارجية
- سام بيركينز على موقع الاتحاد الدولي لكرة السلة (الإنجليزية)
- سام بيركينز على موقع الاتحاد الدولي لكرة السلة (الإنجليزية)
- سام بيركينز على موقع إن بي أي (الإنجليزية)
- سام بيركينز على موقع سبورتس رفرنس (الإنجليزية)
- سام بيركينز على موقع كرة السلة الأوروبية.كوم (الإنجليزية)
- سام بيركينز على موقع كلية كرة السلة في سبورتس رفرنس.كوم (الإنجليزية)
- سام بيركينز على موقع ريلجم (الإنجليزية)
- سام بيركينز على موقع بروبوليرز (الإنجليزية)
- سام بيركينز على موقع سبورتس رفرنس (الإنجليزية)
- سام بيركينز على موقع أوليمبيديا (الإنجليزية)